# Diktátor (együttes)
A Diktátor egy debreceni heavy metal együttes, melyet Mező Orbán dobos, ( a név adó keresztapa) Derzsi Bálint Ferenc gitáros/énekes, Szabó József Emil basszusgitáros, Bakos László gitáros, Köteles Vitéz Sándor gitáros alapítottak 1986-ban. Saját maguk animal metalnak nevezik stílusukat. A kezdetek óta az együttes egyetlen állandó, meghatározó tagja Derzsi Bálint Ferenc. Az együttes híres abszurd, ironikus dalszövegeiről. Első albumuk 1991-ben jelent meg Animal Metal címmel a Hajdúton kiadásában. A mai napig tíz sorlemezt, egy Balladák c. válogatást, egy koncertlemezt és két gyűjteményes válogatást adtak ki.

## Tagok
Jelenlegi felállás
- Derzsi vezér – ének, gitár (1986-napjainkig)
- Baly vezér – basszusgitár (2016-napjainkig),
- Levi vezér – dobok (2019-napjainkig)

## Diszkográfia
- Animal Metal (1991)
- Bűn és bűnhődés (1993)
- Bunkó vagy! (1994)
- Még, még (1994)
- Ne várd a csodát (1998)
- Diktátor (best-of, 2003)
- Vigyázz, jön a vadász! (2005)
- Három királyok (2007)
- A 7 vezér (2009)
- Balladák (válogatás, 2010)
- Minden, amit csak megkívánsz (2013)
- Büszke emberek, védett állatok (2016)
- A hős kisteknős (koncert, 2019)
- Disznó az űrben (2021)